# Mercedes del Risco
Mercedes María del Risco Randich (23 settembre 1961) è un'ex schermitrice cubana.

## Palmarès
In carriera ha conseguito i seguenti risultati:
- Giochi Panamericani:

San Juan 1979: oro nel fioretto individuale ed a squadre.
Caracas 1983: oro nel fioretto a squadre.